# Svansbjerg
Svansbjerg er en bydel i Køge på Østsjælland.
|  | Denne artikel om lokaliteten Svansbjerg kan blive bedre, hvis der indsættes et (bedre) billede. Du kan hjælpe ved at afsøge Wikimedia Commons for et passende billede eller lægge et op på Wikimedia Commons med en af de tilladte licenser og indsætte det i artiklen. |

55°25′49.62″N 12°8′26.85″Ø / 55.4304500°N 12.1407917°Ø